# Hámori László (labdarúgó)
Hámori László, Hoffmann (Tapolca, 1914 - Budapest, 1970) egyszeres válogatott labdarúgó, jobbfedezet.

## Pályafutása

### Klubcsapatban
1933 és 1940 között a Ferencvárosban játszott. A Fradiban összesen 132 mérkőzésen szerepelt (76 bajnoki, 53 nemzetközi, 3 hazai díjmérkőzés) és 2 gólt szerzett (2 egyéb).

### A válogatottban
1937-ben egy alkalommal szerepelt a válogatottban.

### Sporttisztviselőként
Dolgozott az Országos Testnevelési és Sportbizottságban (OTSB),  a Magyar Testnevelési és Sportszövetségben (MTS), végül az MLSZ-ben.

## Sikerei, díjai
- Magyar bajnokság
  - bajnok: 1933–34, 1937–38, 1939–40, 1940–41
  - 2.: 1934–35, 1936–37, 1938–39
  - 3.: 1935–36
- Magyar kupa
  - győztes: 1933, 1935
- Közép-európai kupa (KK)
  - győztes: 1937

## Statisztika

### Mérkőzése a válogatottban
| Magyarország | Magyarország    | Magyarország              | Magyarország | Magyarország | Magyarország | Magyarország | Magyarország | Magyarország |
| #            | Dátum           | Helyszín                  | Hazai        | Eredmény     | Vendég       | Kiírás       | Gólok        | Esemény      |
| ------------ | --------------- | ------------------------- | ------------ | ------------ | ------------ | ------------ | ------------ | ------------ |
| 1.           | 1937. május 23. | Budapest, Üllői úti pálya | Magyarország | 2 – 2        | Ausztria     | barátságos   | -            |              |
|              | Összesen        |                           |              | 1            | mérkőzés     |              | 0            | gól          |